# إدوارد غافني
إدوارد غافني هو سياسي أمريكي، ولد في 23 ديسمبر 1943 في هارتفورد في الولايات المتحدة. نشط حزبياً في الحزب الجمهوري. وقد انتخب عضو مجلس نواب ميشيغان ‏.